# Transcendence (jeu vidéo)
Transcendence est un jeu vidéo conçu et créé par George Moromisato, précédemment connu pour Anacreon: Reconstruction 4021.

## Développement
Une version préliminaire, Frontier 0.5 alpha, fut rendue disponible dès 1995. Sa version 1.0 date de 2010, et le jeu est toujours en développement : la version actuelle 1.9.0 date du 2 décembre 2021. Les extensions pour le jeu sont au format XML. Le jeu est téléchargeable gratuitement sur le site officiel, sans licence formelle.

## Contexte
Le joueur commence le jeu avec un astronef avec son équipement de base, quelques crédits, et une cale presque vide. Six types d'astronefs sont disponibles dans le jeu de base, auxquels une extension gratuite rajoute le modèle "Osaka" issu de la toute première version du jeu (Frontiers 0.5 alpha). D'autres types de navires sont accessibles via les extensions officielles et amateur.
Le but du jeu est un pèlerinage vers le cœur de la galaxie, où résideraient les mystérieuses entités "Oracus" et "Domina". Le joueur doit combattre et commercer en voyageant entre des systèmes stellaires interconnectés par une série de "stargates", des artefacts permettant le voyage interstellaire supraluminique, abandonnés par un mystérieux peuple disparu. Le joueur est guidé, et partiellement protégé par Domina, qui peut lui faire bénéficier de miracles, à la suite de dons dans des stations-monastères. Lors de ses voyages, le joueur rencontrera des centaines de stations spatiales et astronefs divers, membres du Commonwealth ou hors-la-loi, factions d'origine terrienne, et finalement des races extraterrestres.

## Jeu
L'astronef du joueur se déplace dans un univers en deux dimensions, représentant le plan écliptique des systèmes planétaires visités. Il rencontre des stations et des astronefs, amis ou ennemis. Le joueur accumule de l'argent et des objets par divers moyens : commerce, pillage d'astronefs détruits, escorte de convois, exploitation minière, expériences médicales... Les principaux systèmes et rencontres importantes sont planifiés, alors que les systèmes et événements moins importants sont générés aléatoirement, ce qui rend le jeu très variable et rejouable. Il existe de nombreuses missions, comme les engagements militaires, la contrebande et les missions défensives. Certaines missions donnent accès à de meilleures technologies et la possibilité d'améliorer son vaisseau. Le but du jeu est de survivre en améliorant le blindage, les armes et autres systèmes de son astronef.

## Extensions
De nombreuses extensions sont disponibles au format XML contenant des scripts en TransLISP, une variante de LISP développée pour le jeu, permettant de modifier ou ajouter des objets du jeu, ou même des aventures avec de nouveaux éléments de contexte.
Deux extensions non-gratuites ont été publiées par l'auteur du jeu, enrichissant l'univers de jeu et proposant de nouveaux vaisseaux, systèmes stellaires, missions, etc.
- Corporate Command en juillet 2013,
- Eternity Port en novembre 2014, proposant notamment d'explorer le système solaire et ses environs

La version commercialisée sur la plateforme Steam inclut les deux extensions commerciales.

## Critiques du jeu
- (en) Indie Statik (janvier 2014)
- (fr) Jeuxindés (mars 2010)
- (en) IndieGames.com (août 2012)
- (en) BigDownload (janvier 2009)
- (en) TIGSource (août 2007)
- (en) MyGaming (mars 2006)
- (en) Reloaded.org (2005)